# العلاقات اللاتفية النيوزيلندية
العلاقات اللاتفية النيوزيلندية هي العلاقات الثنائية التي تجمع بين لاتفيا ونيوزيلندا.

## مقارنة بين البلدين
هذه مقارنة عامة ومرجعية للدولتين:
| وجه المقارنة                                              | لاتفيا                                             | نيوزيلندا                                              |
| --------------------------------------------------------- | -------------------------------------------------- | ------------------------------------------------------ |
| المساحة (كم2)                                             | 64.59 ألف                                          | 268.02 ألف                                             |
| عدد السكان (نسمة)                                         | 1.93 مليون                                         | 4.24 مليون                                             |
| الكثافة السكانية (ن./كم²)                                 | 29.88                                              | 15.82                                                  |
| العاصمة                                                   | ريغا                                               | ويلينغتون، أوكلاند                                     |
| اللغة الرسمية                                             | اللغة اللاتفية                                     | لغة إنجليزية، اللغة الماورية، لغة الإشارة النيوزيلندية |
| العملة                                                    | يورو، لاتس لاتفي، الروبل اللاتفي ‏، الروبل اللاتفي ‏ | دولار نيوزيلندي، الجنيه النيوزيلندي                    |
| الناتج المحلي الإجمالي (بليون دولار)                      | 30.26 مليار                                        | 205.85 مليار                                           |
| الناتج المحلي الإجمالي (تعادل القوة الشرائية) بليون دولار | 49.24 مليار                                        |                                                        |
| الناتج المحلي الإجمالي الاسمي للفرد دولار أمريكي          | 14.06 ألف                                          |                                                        |
| الناتج المحلي الإجمالي للفرد دولار أمريكي                 | 23.55 ألف                                          |                                                        |
| مؤشر التنمية البشرية                                      | 0.819                                              | 0.914                                                  |
| رمز المكالمات الدولي                                      | +371                                               | +64                                                    |
| رمز الإنترنت                                              | .lv                                                | .nz                                                    |
| المنطقة الزمنية                                           | ت ع م+02:00، ت ع م+03:00، أوروبا/ريغا ‏             | ت ع م+13:00، ت ع م+12:00                               |

## منظمات دولية مشتركة
يشترك البلدان في عضوية مجموعة من المنظمات الدولية، منها:
| علم المنظمة | اسم المنظمة                               | تاريخ انضمام لاتفيا | تاريخ انضمام نيوزيلندا |
| ----------- | ----------------------------------------- | ------------------- | ---------------------- |
|             | المركز الدولي لتسوية المنازعات الاستشارية | 7 سبتمبر 1997       | 2 مايو 1980            |
|             | المنظمة الهيدروغرافية الدولية             | ?                   | ?                      |
|             | منظمة التعاون الاقتصادي والتنمية          | 16 يونيو 2016       | ?                      |
|             | مجموعة الموردين النوويين                  | ?                   | ?                      |
|             | مؤسسة التنمية الدولية                     | 11 أغسطس 1992       | 1 أكتوبر 1974          |
|             | مؤسسة التمويل الدولية                     | 29 سبتمبر 1993      | 31 أغسطس 1961          |
|             | الاتحاد البريدي العالمي                   | ?                   | ?                      |
|             | البنك الدولي للإنشاء والتعمير             | 11 أغسطس 1992       | 31 أغسطس 1961          |
|             | منظمة التجارة العالمية                    | 1999                | ?                      |
|             | منظمة حظر الأسلحة الكيميائية              | ?                   | ?                      |
|             | الفريق المعني برصد الأرض                  | ?                   | ?                      |
|             | مجموعة أستراليا                           | 2004                | 1985                   |
|             | الأمم المتحدة                             | 17 سبتمبر 1991      | 24 أكتوبر 1945         |
|             | منظمة الشرطة الجنائية الدولية             | ?                   | ?                      |
|             | وكالة ضمان الاستثمار متعدد الأطراف        | 21 أغسطس 1998       | 22 أبريل 2008          |
|             | يونسكو                                    | 9 يوليو 1951        | 4 نوفمبر 1946          |
|             | الاتحاد الدولي للاتصالات                  | 11 ديسمبر 1921      | 3 يونيو 1878           |

## وصلات خارجية
- موقع وزارة الخارجية اللاتفية
- موقع وزارة الخارجية النيوزيلندية